# Мектеб
Мекте́б (араб. مكتب‎ —  школа‎) — мусульманская (как правило) начальная школа в странах Востока и Российской империи. В основном в ней обучали детей чтению, письму, грамматике и исламу.

## Этимология
Слово мектеб (араб. мактаб) буквально переводится как «там, где пишут». Оно употребляется в значении школы, а также письменного стола. В различных языках оно звучит по-разному: мектеб, мактаб, мектеп, мактап и т. д. Мектебы также известны как куттаб (араб. школа). Несмотря на то, что в арабском мире мактаб означает только начальную школу, в персидских языках это слово означает начальную и среднюю школу. Ибн Сина также использовал этот термин.

## История
В средневековом исламском мире мектебы известны как минимум с X века. Как и медресе (которые относились к высшему образованию), мектебы обычно создавались при мечети. В XVI веке правовед (факих) шафиитского мазхаба Ибн Хаджар аль-Хайтами обсуждал мектебы в своих работах. В ответ на запрос от бывшего судьи, который управлял начальной школой для сирот Мадхаб (Madhab), аль-Хайтами издал фетву, описывающую структуру обучения в мектебах, в которой запрещалась любая физическая или экономическая эксплуатация сирот.
В XI веке знаменитый персидский философ и учитель Ибн Сина (известный на Западе как Авиценна) в одной из своих книг написал главу о мектебах, озаглавленную «Роль учителя в обучении и воспитании ребёнка», как руководство учителям, работающим в мектебах. Он писал, что дети лучше усваивают знания и навыки в классах, а не при обучении один на один. Он доказывал это ролью соревнования и соперничеством среди учеников, также как и пользой группового обсуждения и дебатов. Ибн Сина описал учебный план обычного мектеба, разделив его на две стадии: начальную школу и среднюю.

### Начальное образование
Ибн Сина писал, что детей необходимо посылать в мектебы с 6 лет и обучать начальному образованию до 14 лет. В этот период они должны учить Коран, исламскую метафизику, язык, литературу, исламскую этику и навыки обычной жизни.

### Среднее образование
Ибн Сина считал среднее образование этапом специализации, когда школьники должны были начать получать практические навыки, которые были бы полезны в их будущей работе, независимо от социального статуса ребёнка. Он считал, что дети после 14 лет должны иметь право выбора предметов обучения, которые им интересны: чтение, мастеровитость, поэзия, духовное образование, медицина, геометрия, торговля и коммерция, искусство, или любой другой предмет, который был бы им полезен в их будущей профессии. Он писал, что это промежуточный этап и что необходимо быть гибким, позволяя каждому ученику заканчивать школу в своём темпе, учитывая разную скорость взросления и сложность предметов.

### Грамотность
В Арабском халифате росла грамотность населения, там был достигнут её самый высокий для Средних веков уровень. Она была сравнима с грамотностью населения древних Афин. Появление мектебов и медресе сыграло в этом огромную роль.
К средствам воспитания в мектебах могли относиться не только оплеухи, подзатыльники и кулаки, но также широко применялись палки «чубуки», которыми учитель (ходжа, домулла) колотил провинившегося ученика, а также палочные удары по подошвам ног (фалака). Учителя убеждали мусульман, что битые ими места ребёнка в случае наказания того в раю — воссияют небесным светом, а очутись они в аду, они не будут гореть негасимым пламенем.
В конце XIX — начале XX века под влиянием джадидитов возникли полусветские начальные школы. В учебный курс были введены родной язык и литература, история, русский язык и другие светские дисциплины. Появились женские мектебы. После революции 1917 года мектебы были закрыты или преобразованы в обычные советские школы.

## Топонимы
На территории Ногайской степи существуют населённые пункты, в название которых входит слово мектеб: Терекли-Мектеб — административный центр Ногайского района Дагестана, Махмуд-Мектеб и Тукуй-Мектеб в Нефтекумском районе Ставропольского края. Эти ногайские поселения были основаны при школах, что и отразилось в их названиях.